# Boraras brigittae
Cá trâm muỗi hay còn gọi là cá trâm ớt (Danh pháp khoa học: Boraras brigittae) là một loài cá trong chi cá trâm Boraras thuộc họ cá chép bản địa của vùng Đông Nam Á, phân bố ở Indonesia (đông nam đảo Borneo, Kalimantan Tengah và Kalimantan Selatan). Môi trường sống ở vùng nước đen ở rừng, đầm lầy than bùn.

## Đặc điểm
Chúng là loài cá nhỏ với kích thước 18 mm, chúng có màu đỏ với vạch đen dọc thân và những đốm sậm màu ở gốc vây hậu môn và đuôi. Phía trên vạch đen có sọc đỏ nổi bật. Vây lưng và vây hậu môn có mảng sậm màu ở cạnh trước điểm xuyết bởi màu đỏ tươi ở cá đực. Cá đực trong điều kiện sinh sản thể hiện màu đỏ nổi bật ở đuôi và vây bụng. Chúng là loài đẹp nhất trong chi Boraras. Tương tự như cá trâm Boraras urophthalmoides, chúng có kích thước lớn khi trưởng thành và màu đỏ nổi bật, đặc biệt là phía trên vạch đen dọc thân và trên các vây.
Cá trâm Boraras urophthalmoides có màu cam và vàng thay vì đỏ ở phía trên vạch đen dọc thân. Tương tự, Boraras merah cũng có màu đỏ trên thân nhưng có đốm đen hình trứng và vạch đen đứt quãng thay vì liên tục như Boraras brigittae. Cả hai loài đều được phát hiện tại một số vùng ở miền nam Kalimantan nơi địa bàn giao thoa, điều lý giải tại sao hai loài này đôi khi trộn lẫn trong các hồ bày bán cá.